# Komitees zur Verteidigung der Revolution (Burkina Faso)
Die Komitees zur Verteidigung der Revolution (französisch Comités de Défense de la Révolution, CDRs) waren ein System lokaler revolutionärer Zellen, die im Jahr 1983 in Burkina Faso von dem Marxistisch-Leninistischen und panafrikanischen Thomas Sankara eingerichtet, der von 1983 bis zu seiner Ermordung im Jahr 1987 Präsident Burkina Fasos war. Die Komitees wurden in jedem Betrieb des Landes etabliert. Als Inspiration für die Komitees dienten die Comités de Defensa de la Revolución in Kuba, die dort als „Organe politischer und sozialer Kontrolle“ fungierten.

## Geschichte
In den zwei Jahrzehnten nach der Dekolonisation von Frankreich gab es in Obervolta mehrere Militärdiktaturen und Aufstände, die vor allem von der starken Gewerkschaftsbewegung des Landes geführt wurden. Im Jahr 1982 stürzte Major Jean-Baptiste Ouédraogo die Regierung von Oberst (colonel) Saye Zerbo und erschuf den Rat der Rettung des Volkes (französisch Conseil de Salut du Peuple, CSP). Im CSP entwickelte sich ein interner Machtkampf zwischen den Moderaten und den Radikalen, die vom Kriegsveteranen und zukünftigen Präsidenten Thomas Sankara angeführt wurden.
Kurz darauf wurde Sankara festgenommen, worauf wiederum am 4. August 1983 ein Coup folgte, der unter anderen von Hauptmann (capitaine) Blaise Compaoré organisiert wurde. Im Zuge des Coups wurde Sankara freigelassen und zum Präsidenten ernannt. Außerdem wurde der Nationale Rat der Revolution (französisch Conseil National de la Révolution, CNR) gegründet, um über das Land zu herrschen. Nach kurzer Zeit startete Sankara ein radikales Programm sozialer, kultureller, wirtschaftlicher und politischer Reformen, genannt die „Demokratische Revolution des Volkes“ (französisch Révolution démocratique et populaire, RDP).
Die von Sankara verabschiedeten Gesetze bewirkten unter anderem die Abschaffung der Privilegien von Stammesführern, die erhebliche Ausweitung von Frauenrechten, die Bekämpfung von HIV/AIDS, Anti-Korruptions-Kampagnen, eine antiimperialistische Außenpolitik, die Landumverteilung von den Feudalherren zum Landvolk, eine Massenimpfung von Kindern, eine nationale Alphabetisierungskampagne und die Förderung von Wiederaufforstungen. Um eine neue nationale Identität zu schaffen, wurde Obervolta in Burkina Faso umbenannt. Damit diese radikale Transformation der Gesellschaft stattfinden konnte, übte Sankara zunehmend Regierungskontrolle über das Land aus und verbot Gewerkschaften und schränkte die Pressefreiheit ein. Korrupte Funktionäre, „faule Arbeiter“ und vermeintliche Konterrevolutionäre wurden in den Revolutionären Gerichten des Volkes (französisch Tribunaux populaires de la Révolution, TPRs) öffentlich vor Gericht gestellt.
Ein wichtiger Teil für die Umsetzung der „Demokratischen Revolution des Volkes“ waren die Komitees zur Verteidigung der Revolution. Sie wurden 1983 gegründet, nachdem Sankara sie in seiner ersten Rede nach dem Coup erwähnte. Er rief das voltaische Volk dazu auf, „überall Komitees zur Verteidigung der Revolution zu gründen, um vollkommen am großen patriotischen Kampf des CNRs teilzunehmen und unser Volk vor in- und ausländischen Feinden zu schützen“. Sankara war stark von Che Guevara und der Kubanischen Revolution inspiriert und gestaltete die CDRs nach dem Vorbild der Comités de Defensa de la Revolución Kubas, einem Netzwerk von Nachbarschaftskomitees auf der Insel. Sie wurden 1960 von Fidel Castro gegründet, der sie als „kollektives System revolutionärer Wachsamkeit“ bezeichnete.
Die burkinischen CDRs andererseits wurden breiter angelegt. Nach Sankara sollten sie eine neue Grundlage der Gesellschaft darstellen und als Plattform für die Mobilisierung des Volkes das Leben in Burkina Faso revolutionieren und den gesellschaftlichen Raum auf sozialer Ebene restrukturieren. Das Ziel, die Grundfunktionen der Gesellschaft zu restrukturieren, wurde von den Komitees zur Verteidigung der Revolution durch Bemühungen von Massenmobilisierungen und politischer Bildung zu erreichen versucht. Das Volk beim Regieren mit einzubeziehen, wurde als die „beste Option, das Militär davon abzuhalten, die Macht zu ergreifen“, dargestellt, weswegen die CDRs mit administrativen, wirtschaftlichen und gerichtlichen Kompetenzen ausgestattet wurden.
Andere Beobachter sehen Komitees zur Verteidigung der Revolution jedoch skeptischer und sehen in ihnen Gängelung statt einer sozialen Revolution. Es gibt auch den Vorwurf, dass die CDRs gegründet wurden, um Gewerkschaften und andere Interessengruppen zu schwächen und einzuschüchtern. Emmanuel Katongole, ein Priester der Römisch-katholischen Kirche in Uganda, beschrieb die CDRs als „administrative Tentakeln und Selbstjustizgruppen statt dem Musterbeispiel oder der Brutstätte einer wahrhaft umgewandelten, neuen Gesellschaft“. Andere beschrieben die CDRs als ehemalige beliebte Massenorganisationen, die mit der Zeit zu bewaffneten Gangs verkamen und mit Gewerkschaftlern kämpften.
Komitees zur Verteidigung der Revolution wurden am 31. Dezember 1984 auch in Ghana von dem Provisional National Defence Council (PNDC), der von Flight Lieutenant Jerry Rawlings angeführten Militärregierung des Landes, eingeführt. Möglicherweise wurden diese auch von der burkinischen Ausführung inspiriert. Sie sollten als „Wachhunde gegen Korruption“ fungieren und ersetzten die vorherigen Komitees zur Verteidigung des Volkes und der Arbeiterschaft. Rawlings war ein enger Freund von Thomas Sankara, jedoch setzte er statt einer radikal linken eine konservative und rechtsorientierte Politik um.
Am 15. Oktober 1987 wurde Sankara von einer Gruppe von Offizieren des Militärs während eines Putsches ermordet. Der Coup war von seinem ehemaligen Kollegen und Freund Blaise Compaoré organisiert. Trotz der Bekanntmachung des Todes Sankara's leisteten mehrere CDRs für einige Tage bewaffneten Widerstand gegen die Armee. Compaoré blieb fast drei Jahrzehnte bis zu den burkinischen Aufständen von 2014, die teilweise von Thomas Sankara inspiriert wurden, im Amt. Direkt nach seinem Amtsantritt machte er die meisten Reformen, die zuvor im Namen der Demokratischen Revolution des Volkes umgesetzt wurden, rückgängig. Im Zuge dessen wurden auch die Komitees zur Verteidigung der Revolution schnell aufgelöst.